# Can't Tame Her
Can't Tame Her è un singolo della cantante svedese Zara Larsson, pubblicato il 26 gennaio 2023 come primo estratto dal quarto album in studio Venus.

## Tracce
Testi e musiche di Zara Larsson, Uzoechi Osisioma "Uzo" Emenike, Karl Ivert e Kian Sang.
1. Can't Tame Her – 3:17

## Classifiche

### Classifiche settimanali
| Classifica (2023) | Posizione massima |
| ----------------- | ----------------- |
| Bulgaria          | 1                 |
| Danimarca         | 25                |
| Finlandia         | 41                |
| Irlanda           | 36                |
| Norvegia          | 7                 |
| Regno Unito       | 25                |
| Svezia            | 5                 |

### Classifiche di fine anno
| Classifica (2023) | Posizione |
| ----------------- | --------- |
| Bulgaria          | 2         |
| Danimarca         | 46        |
| Norvegia          | 15        |
| Svezia            | 5         |

## Date di pubblicazione
| Paese                 | Data            | Formato                      | Nota   |
| --------------------- | --------------- | ---------------------------- | ------ |
| Mondo                 | 26 gennaio 2023 | Download digitale, streaming | [ 18 ] |
| Regno Unito           | 3 marzo 2023    | CD                           | [ 19 ] |
| Stati Uniti d'America | 17 aprile 2023  | Hot adult contemporary radio | [ 20 ] |